# Jacqueline Schultz
Jacqueline Schultz (* 15. März 1956 in Queens, New York) ist eine US-amerikanische Schauspielerin.

## Leben
Schultz hatte etliche Auftritte in Fernsehserien, so etwa in Jung und Leidenschaftlich – Wie das Leben so spielt (1979–1986), Renegade – Gnadenlose Jagd (1989), Matlock (1990), Star Trek: Deep Space Nine (1999), Akte X – Die unheimlichen Fälle des FBI (2000), Titus (2000–2001) und Practice – Die Anwälte (1998/2002). Filme, in denen sie spielte, sind der Kurzfilm First Thing Monday (1987), Love Bites (1993), Tyson (1995), Vergessene Welt: Jurassic Park (1997) und der Kurzfilm BraceFace Brandi (2002).
Schultz war von 1982 bis 1987 mit dem Schauspieler Larry Bryggman verheiratet.

## Filmografie (Auswahl)
- 1979–1986: Jung und Leidenschaftlich – Wie das Leben so spielt (As the World Turns, Fernsehserie, drei Folgen)
- 1987: First Thing Monday (Kurzfilm)
- 1989: Renegade – Gnadenlose Jagd (Renegade, Fernsehserie, zwei Folgen)
- 1989: In der Hitze der Nacht (In the Heat of the Night, Fernsehserie, eine Folge)
- 1990: Jake und McCabe – Durch dick und dünn (Jake and the Fatman, Fernsehserie, eine Folge)
- 1990: Matlock (Fernsehserie, zwei Folgen)
- 1991: L.A. Law – Staranwälte, Tricks, Prozesse (L.A. Law, Fernsehserie, eine Folge)
- 1993: Love Bites
- 1995: Tyson (Fernsehfilm)
- 1997: Vergessene Welt: Jurassic Park (The Lost World: Jurassic Park)
- 1997: Emergency Room – Die Notaufnahme (ER, Fernsehserie, eine Folge)
- 1998, 2002: Practice – Die Anwälte (The Practice, Fernsehserie, zwei Folgen)
- 1999: Star Trek: Deep Space Nine (Fernsehserie, eine Folge)
- 1999: Für alle Fälle Amy (Judging Amy, Fernsehserie, eine Folge)
- 1999: Sabrina – Total Verhext! (Sabrina, the Teenage Witch, Fernsehserie, eine Folge)
- 2000: Akte X – Die unheimlichen Fälle des FBI (The X Files, Fernsehserie, eine Folge)
- 2000: Friends (Fernsehserie, eine Folge)
- 2000–2001: Titus (Fernsehserie, zwei Folgen)
- 2001: What’s Up, Dad? (My Wife and Kids, Fernsehserie, eine Folge)
- 2001: Just Shoot Me – Redaktion durchgeknipst (Just Shoot Me!, Fernsehserie, eine Folge)
- 2001: Gilmore Girls (Fernsehserie, eine Folge)
- 2001: Crossing Jordan – Pathologin mit Profil (Crossing Jordan, Fernsehserie, eine Folge)
- 2001: Eine himmlische Familie (7th Heaven, Fernsehserie, eine Folge)
- 2002: BraceFace Brandi (Kurzfilm)
- 2004: Drew Carey Show (The Drew Carey Show, Fernsehserie, eine Folge)